# Joachim Runkel
Joachim Runkel (* 28. Januar 1955 in Kirn) ist ein deutscher Politiker (CDU). Er ist verheiratet und hat drei Kinder.

## Ausbildung und Beruf
1973 machte er sein Abitur am neusprachlichen und mathematisch-naturwissenschaftlichen Gymnasium Kirn. Danach studierte er Energie- und Verfahrenstechnik an der Technischen Universität Berlin und wechselte zum Hauptstudium an die Universität Hannover, wo er sein Diplom machte. Er ist Gründer und Gesellschafter der Kerntechnik und Anlagendiagnostik Hannover GmbH (heute conplatec GmbH), in Barsinghausen.

## Politik
2003 wurde Runkel Mitglied im Landtag Niedersachsen und dort im Umweltausschuss, im Ausschuss für Wirtschaft, Arbeit sowie im Ausschuss für Wissenschaft und Kultur tätig. 2008 verfehlte er den erneuten Einzug, da er in seinem Wahlkreis dem SPD-Kandidaten Heiner Bartling unterlag. Von 2002 bis 2006 war er stellvertretender Kreisvorsitzender der CDU Schaumburg. Seit September 2006 ist der Suthfelder Mitglied im Landesvorstand der CDU in Niedersachsen.